# Xia Meng
Xia Méng (Shanghái, 16 de febrero de 1932-3 de noviembre de 2016) fue una actriz y productora de cine hongkonesa.
En chino, su nombre se escribe 夏梦;
en pinyin: Xià Mèng (literalmente: ‘sueños de verano’),
Nació con el nombre de Yang Meng (杨濛). Cuando tenía apenas 15 años ella y su familia se mudaron a Hong Kong, donde asistió al colegio católico de mujeres Maryknoll (玛利诺修院学校). En 1949, en un evento de la escuela, fue elegida para interpretar el papel principal en la obra Saint Joan.
Ella estaba actuando por primera vez pero no se sentía muy bien, así que piensa en retirarse pero el directo le aconseja que continué. Lo sigue y al final de la obra la gente la recibe con agrado. Aquí es donde le presta atención al asunto de la actuación.
En 1951 se unió al estudio Great Wall donde recibió sus primeros personajes y dándose a conocer.
Gracias al talento y la belleza se convirtió en una gran actriz hongkonesa y también en estrella del cine chino en los años 1950 y 1960. En 1959 se convertido en una de las actrices más célebres de Hong Kong. 
Hoy posee un homenaje en la Avenida de las estrellas en el distrito Kowloon en la ciudad de Hong Kong.